# قصه دو ماهی
«قصهٔ دو ماهی» یا ترانهٔ دو ماهی، نام یک ترانه ایرانی است، با شعر شهیار قنبری، موسیقی بابک افشار، تنظیم واروژان و صدای گوگوش، که در بهار ۱۳۵۰ منتشر شد. به باور بسیاری این ترانه سرآغاز ترانه‌سرایی نوین ایران است. داستان این ترانه که از زبان یک ماهی روایت می‌شود قصهٔ ماهی تنها مانده‌ای را ترسیم می‌کند که مرغ ماهی‌خوار جفتش را ربوده است و حالا نوبت خود اوست که طعمهٔ آن مرغ شود.

## ساخت و ضبط
در سال ۱۳۴۹ محمود قربانی همسر نخست گوگوش برای بالا بردن محبوبیت او، سفارش ساخت دوازده ترانه را به گروه آهنگسازان مستقر استودیو طنین (نظیر بابک افشار، اسفندیار منفردزاده، پرویز اتابکی و ...) می‌دهد و آنها اشعار شهیار قنبری را مبنا قرار می‌دهند. در اسفند ۱۳۴۹ اجرای اولیه ترانه قصه دو ماهی برای پخش در برنامه‌های نوروزی تلویزیون ضبط شد. سپس در بهار ۱۳۵۰ این ترانه مجدداً در استودیو ال‌کوردوبس که امکانات ضبط به‌روزتری نسبت به استودیو طنین داشت، ضبط شد. قصه دو ماهی نخستین ترانه‌ای است که در استودیو ال‌کوردوبس ضبط شد.

## انتشار و فروش
پس از ضبط، شرکت صفحه‌پرکنی «آهنگ روز» تمایلی به انتشار آن نشان نمی‌دهد و با این بهانه که «مردم از گوگوش چنین ترانه‌ای را انتظار ندارند» یا «این کار را باید به برنامه کودک رادیو سپرد» از انتشار آن سرباز می‌زند. سازندگان اثر پافشاری می‌کنند و تا بدان حد پیش می‌رود که پرداخت هزینه‌های زیان احتمالی صفحه را تقبل می‌کنند. درنهایت این فشارها نتیجه می‌دهد و ترانه در قالب صفحه ۴۵ دور منتشر شد.
قصه دو ماهی در بدو انتشار به یکی از پرفروش‌ترین آثار موسیقی روز بدل می‌شود. شهرت و محبوبیت این ترانه به حدی می‌رسد که صفحه‌فروشی بتهوون برای مشتریانش شرط گذاشته بود که برای خرید پنج صفحه از «قصه دو ماهی» باید ده صفحه از خواننده‌های دیگر هم بخرند. رقیب این ترانه در زمان انتشار «آمنه» آغاسی بود، اما به عقیده بابک افشار، قصه دو ماهی علاوه بر موسیقی لاله‌زاری، که «آمنه»ٔ آغاسی نماینده آن بود، باید با موسیقی روز رادیو نیز رقابت می‌کرد. فروش «قصه دو ماهی» در شمال شهر برنده شد و آغاسی هم در پایین شهر.

## بازخوردها

متن ترانه «قصه دو ماهی» روی پشت جلد صفحه این اثر (کمپانی آهنگ روز، تهران، ۱۳۵۰)

قصهٔ دو ماهی را نه تنها روشنفکران می‌پسندند، بلکه مورد اقبال قشرهای دیگر جامعه نیز قرار می‌گیرد. شهیار قنبری از هوشنگ ابتهاج نقل می‌کند که شاملو این ترانه را بسیار دوست می‌داشته است و به ویژه از این که چشم راوی، چشم ماهی‌ست تمجید کرده است. خود ابتهاج «دلش آتیش بگیره» را «دل شادی‌ش بگیره» می‌شنیده است؛ اشتباهی که به گوش قنبری زیبا می‌رسد و از این ترکیب بعدها در ترانه «نجاتم بده» استفاده می‌کند.
از منظر موسیقی، واروژان، تنظیم‌کننده ترانه، به پشتوانهٔ امکانات به نسبت بهتر استودیو ال‌کوردوبس، توانست در این اثر ساختار ارکستر خود را گسترش بدهد. وضوح زهی‌ها که شاخصه تنظیم واروژان است، از این اثر به بعد محسوس‌تر می‌شود. در قصه دو ماهی برای اولین‌بار صدای کر زنانه در ارکستر جای گرفت.
بسیاری از صاحب‌نظران از جمله اردلان سرفراز، فرهاد مهراد و خود شهیار قنبری، این ترانه را سرآغاز ترانه‌سرایی نوین ایران می‌دانند، هرچند ایرج جنتی عطایی و زویا زاکاریان با نظر آنها هم‌سو نیستند. اردلان سرفراز از قصه دو ماهی به عنوان ترانه‌ای «ویرانگر» یاد می‌کند که اساس ترانه‌های متداول و معمول را از بین برد و نقطه عطفی در کار ترانه‌سرایی بود.

## اجرای زنده
این ترانه پس از ۱۳ سال در کنسرت اورنج کانتی ۲۰۲۲، توسط گوگوش و شهیار قنبری، که میهمان افتخاری برنامه بود اجرا شد و پس از گذشت مدت کوتاهی از این کنسرت موزیک ویدئو ضبط شده از همین اجرای زنده در صفحه رسمی یوتیوب گوگوش قرار گرفت.